# Bistum San Leone
Koordinaten: 39° 6′ 59,2″ N, 17° 0′ 46,6″ O
Das Bistum San Leone war eine Diözese der römisch-katholischen Kirche mit Sitz in der Kleinstadt San Leone (heute Wüstung zwischen Scandale und Crotone  in der Provinz Crotone, Kalabrien, Italien). Sie wurde um 1200 begründet und 1571 aufgelöst und mit dem Erzbistum Santa Severina vereinigt.

## Lage und Umfang des Bistums
Die Diözese San Leone umfasste die Kleinstadt San Leone im heutigen Weiler Galloppà im Gebiet der Gemeinde Scandale in der Provinz Crotone, und einige heute ebenfalls verschwundene Weiler in der Umgebung. Die Kathedrale (Bischofskirche) war dem heiligen Bischof von Catania, Leo von Catania, auch der Wundertäter (Thaumaturgos) genannt, geweiht. Er war auch Schutzpatron der Diözese. Von Stadt und Kathedrale San Leone sind heute keine oberirdischen Reste mehr vorhanden.

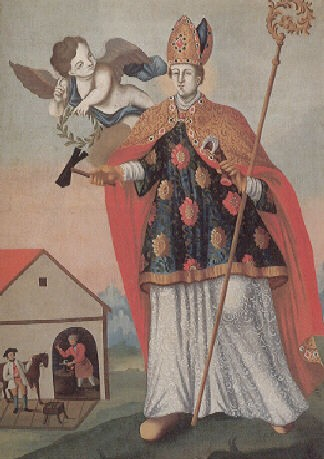
Leo von Catania (Thaumaturgos). 1754. Unbekannter Künstler aus Schwaben. Joachim Schäfer

## Geschichte
Wann genau das Bistum San Leone gegründet wurde, ist nicht bekannt. Das Bistum fehlt noch im Verzeichnis Provinciale Vetus von 1190, einer Aufzählung süditalienischer Bistümer. Der erste urkundlich genannte Bischof nahm 1215 am Vierten Laterankonzil teil; leider ist dessen Name nicht bekannt. Die Gründungszeit des Bistums kann also auf den Zeitraum 1190 bis 1215 eingeengt werden. Die Diözese war dem Erzbistum Santa Severina als Suffraganbistum unterstellt. In der Diözese ist bis ins 14. Jahrhundert der griechische Ritus dokumentiert.
Der erste namentlich erwähnte Bischof ist ein gewisser Filippo/Philippus, der 1223 nachgewiesen ist. Es ist nicht unwahrscheinlich, dass dieser Philippus bereits der Bischof von San Leone war, der 1215 am Vierten Laterankonzil teilgenommen hat.
Das Bistum war vergleichsweise sehr arm, und daher wurde Bischof  Geminiano 1404 durch Papst Innozenz VI. von der Zahlung der Abgabe an den Heiligen Stuhl befreit. Zu Beginn des 15. Jahrhunderts entvölkerte sich die Gegend durch Kriege und örtliche Unruhen immer mehr. Die Kleinstadt San Leone wurde von den Türken zerstört und wurde nicht wieder aufgebaut.
Schon 1449 und 1452 versuchte Papst Nikolaus V. die Diözese San Leone zu unterdrücken, was jedoch nicht zustande kam. Der Bischofstitel wurde weiterhin verliehen, obschon das Bistum quasi nicht mehr existierte und auch keine Einnahmen mehr vorhanden waren. Schon damals war das Bistum San Leone fast nur noch ein Titularbistum.
Der letzte Bischof von San Leone war Alvaro Magelanes, der im Jahr 1566 nach nur etwa einjähriger Amtszeit starb. Im Mai 1566 übertrug Papst Pius V. die Verwaltung der Diözese San Leone zunächst dem gerade neu gewählten Erzbischof von Santa Severina, Giulio Antonio Santorio. Der Bischof von Umbriatico, Pietro Bordone, erhielt den Auftrag die Diözese San Leone zu visitieren und einen Bericht über deren Zustand zu verfassen. Dieser Bericht scheint sehr negativ ausgefallen zu sein, denn am 7. oder 27. November 1571 wurde das Bistum San Leone schließlich auf Beschluss von Papst Pius V. aufgelöst und mit dem Erzbistum Santa Severina vereinigt. Am 26. August 1572 gingen der Prokurator und Generalvikar des Erzbischofs Giulio Antonio Santori und der Priester Antonio Grignetto mit einem Dutzend Zeugen an den Ort der früheren Stadt und der Kathedrale San Leone. Er ließ feststellen, dass das Bistum nicht mehr existierte und übernahm im Namen seines Vorgesetzten die Rechte des aufgehobenen Bistums. In der Verfügung zur Aufhebung des Bistums San Leone durch Pius V. wurde bestimmt, dass an der Stelle der früheren Kathedrale San Leone ein Kreuz errichtet werden musste, und in der Kathedrale von Santa Severina musste eine Kapelle eingerichtet werden, die dem Heiligen San Leone gewidmet wurde.

## Bischöfe
| Bischof/Verwalter | Amtszeit/Nachweis                                   | Sonstige Ämter und Bemerkungen |
| --- | --------------------------------------------------- | --- |
| Anonymus | erwähnt November 1215                               | nahm 1215 am Laterankonzil teil |
| Philippus | erwähnt 1223                                        | |
| Anonymus | vor 1274 bis nach 1280                              | |
| Joannes/Ioannes/Giovanni | erwähnt 8. Juli 1322                                | |
| Lucas/Luca | ? bis † 1349                                        | |
| Adam de Cimiliario/Adamo de Cimiliario/Adamo da Cimiliario                                                                          | 1349 bis † 12. Oktober 1349                         | OSBI von S. Nicolai de Flagiario bei Nicastro |
| Joannes/Giovanni | ? bis † 1391                                        | fehlt in CH |
| Nicolaus de Lorenzo/Nicolò di Lorenzo/Nicola de Lorenzo                                                                             | 5. Juni 1391 bis um/vor † 1400                      | OESA |
| Jacobus/Giacomo Villani | 1400 bis 7. Oktober 1400                            | wurde 1400 zum Erzbischof von Santa Severina ernannt, war vorher auch Bischof von Martirano, fehlt in Cappelletti                                                    |
| Antonius/Antonio | ? bis 18. August 1402                               | OFM, wurde 1402 zum Bischof von Segni ernannt |
| Geminianus Joannis de Sochefani/Geminianus Joannis de Sochefanis/Geminiano di Giovanni de Sochefani/Geminiano Giovanni de Sochefani | 10. Dezember 1404 bis ?                             | OESA |
| Nicolaus/Nicolò | ? bis † 1439                                        | fehlt in CH |
| Gobertus de Nichesola/Hubertus de Nichesola/Goberto da Nichesola/Guberto de Nichesola                                               | 22. April 1439 bis ?                                | |
| Joannes Dominicus/Giandomenico/Giovanni Domenico                                                                                    | ? bis † 1490                                        | fehlt in CH |
| Joannes de Bonifacio/Joannes/Giovanni di Bonifacio/Giovanni                                                                         | 7. Juni 1490 bis ?                                  | |
| Matthaeus/Matthaeus (Michael de Amatis?)/Matteo                                                                                     | ? bis † 1518                                        | fehlt in CH |
| Julianus Datus/Julianus Dati/Julianus de Datis/Giuliano Dati                                                                        | 26. Februar 1518 bis † 29. Dezember 1524 in Rom     | begraben in der Kirche Santa Dorotea in Rom |
| Franciscus Spherulus/Franciscus Sferolo/Franciscus Sperulus/Francesco Sferolo/Francesco Sperelli                                    | 19. Januar 1524/18. Januar 1525 bis 19. Januar 1526 | resignierte das Amt |
| Anselmus Spherulus/Anselm(ino) Ferolo/Anselmus Sperulus/Anselmo Sferolo/Anselmo Sperelli                                            | 19. Januar 1526 bis 1531                            | OFM, resignierte das Amt |
| Anastasius/Anastasio/Avantius (Am.) Cricche/Avanzio Cricche                                                                         | 18. Januar 1531/18. Januar 1532 bis † 1534/1535     | |
| Octavianus Castelli/Octavianus de Castello/Ottaviano de Castelli/Ottaviano de Castello                                              | 8. Januar 1535 bis † Juni 1542 in Ferrara           | begraben in Ferrara, VII Kal. Julii 1543 (recte 1542) |
| Thomas Castellus/Thomas Casselli/Thomas de Casellis/Tommaso Casselli/Tommaso Caselli                                                | 11. Dezember 1542 bis 27. Oktober 1544              | OP, Professor der Theologie, wurde 1544 zum Bischof von Bertinoro ernannt, 1548 bis 1550 Bischof von Oppido Mamertina, 1550 zum Bischof von Cava de’ Tirreni ernannt |
| Marcum Salvidium/Marco Salvidi/Marcus Salvidi/Maurus Salvidius/Mauro Salvidi                                                        | 14. November 1544 bis † 1555                        | |
| Julius Pavesi/Julius Pavesius de Quintiano/Giulio Pavesi                                                                            | 23. August 1555 bis 2. Oktober 1555                 | OP, Professor der Theologie, wurde 1555 zum Bischof von Vieste ernannt, 1558 zum Erzbischof von Sorrent ernannt                                                      |
| Julius Rossi/Julius de Rubeis (Rossi)/Giulio Rossi                                                                                  | 1. Oktober 1555/23. Oktober 1555 bis † März 1564    | nahm am Konzil von Trient teil |
| Alvarus Magalenes/Alvarus Magellenus Lusitanus/Alvaro Magalene/Alvaro Magellano                                                     | 15. Mai 1565 bis † 1566                             | Portugiese |
| Sedisvakanz | 1566 bis 1571                                       | |